# Nationalsozialistische Betriebszellenorganisation
Die Nationalsozialistische Betriebszellenorganisation (NSBO) war eine betriebsbezogene Organisationsform der Arbeitnehmer unter Regie der NSDAP.  Es war als Gegenmodell zu freien Gewerkschaften konstruiert.

## Geschichte
Ab 1927 schlossen sich auf Anregung des späteren Reichstagsmitgliedes Johannes Engel vornehmlich in Berliner Großbetrieben NSDAP-Mitglieder zu Betriebsgruppen zusammen, nach dem Vorbild der betriebsbezogenen Organisationsstruktur der Revolutionären Gewerkschafts-Opposition der KPD.
Die NSBO bildete sich 1928 aus diesen Gruppen und wurde am 15. Januar 1931 zur Reichsbetriebszellenabteilung der NSDAP erklärt. Die offensive Mitgliederwerbung auch unter Anwendung von Propaganda und Gewalt fand statt unter dem Schlagwort „Hinein in die Betriebe“ und dessen Abkürzung „Hib“. Bis zum Ende des Jahres wuchs die Mitgliederzahl auf circa 300.000, während die Freien und Christlichen Gewerkschaften nach wie vor weit über 5 Millionen Mitglieder aufweisen konnten. Die NSBO konnte insgesamt nur geringen Erfolg unter den bislang organisierten Arbeitern verzeichnen. Lediglich in einigen Regionen, wo sie spektakulär Streiks unterstützte, wie etwa den Streik bei der Berliner Verkehrsgesellschaft 1932, gelangen in der propagandistischen Darstellung größere Erfolge. Die NSBO-Verbände erreichten aber aufgrund ihrer vergleichsweise niedrigen Mitgliedszahlen nirgendwo die Tariffähigkeit, Tarifpolitik gehörte nicht zu ihrem Betätigungsfeld.
Obwohl die Partei-Führung der NSBO keine gewerkschaftliche Arbeit erlaubte, engagierten sich die Mitglieder zunehmend auch auf gewerkschaftlichen Tätigkeitsfeldern wie der Teilnahme an Betriebsratswahlen oder der Organisation von Lohnstreiks.
Verschiedene Historiker wie zum Beispiel Hans-Ulrich Wehler erkennen ihr deswegen durchaus den Charakter einer Gewerkschaft zu. Da die von den Mitgliedern aufgebrachten Beiträge nicht ausreichten, um die Teilnehmer an Streiks finanziell zu unterstützen, wurden sie von Spenden oder eigens eingerichteten Streikkassen der NSDAP unterstützt, wie sie etwa der Gau Süd-Hannover-Braunschweig bereits im Sommer 1931 eingerichtet hatte. In den Genuss dieser Zahlungen kamen nicht nur Parteimitglieder der NSDAP, sondern auch NSBO-Mitglieder, die nicht in der Partei waren, die so genannten Sympathisanten. Parteimitglieder, die erst während eines Streiks in die NSBO eintraten, erhielten keine Unterstützung.
Die Publikationen der NSBO schlugen immer wieder antikapitalistische Töne an: Sie polemisierten gegen das „liberal-kapitalistische Wirtschaftssystem“ und forderten die Verstaatlichung der Schlüsselindustrien. Dadurch erschwerten sie die Bemühungen Hitlers und Gregor Strassers, Spenden der Großindustrie zu erhalten.
Reichsweit bekannt wurden die NSBO mit dem 2. Mai 1933, als sie unmittelbar nach dem „Tag der nationalen Arbeit“ zusammen mit SA und SS die Gewerkschaftshäuser besetzten. Das zu diesem Zweck gebildete Aktionskomitee zum Schutze der deutschen Arbeit wurde von Robert Ley geleitet, der zu diesem Zeitpunkt noch Stabsleiter der Politischen Organisation der NSDAP war; die NSBO waren durch Reinhold Muchow vertreten.
Wenige Tage nach der Zerschlagung der Gewerkschaften wurde die Deutsche Arbeitsfront (DAF) gegründet. Die Hoffnung ihrer Mitglieder, die NSBO würde nun zum „Kern einer parteigebundenen Einheitsgewerkschaft“ werden, erfüllten sich nicht: Ihre Funktion beschränkte sich künftig auf weltanschauliche Schulungen in den Betrieben. Mit der Ermordung Gregor Strassers und weiterer Organisationsmitglieder 1934 reduzierte sich der Einfluss der NSBO weiterhin, die schließlich 1935 in der DAF aufgingen.
Während der Mitglieder-Aufnahmesperre der NSDAP ab dem 1. Mai 1933 wurden NSBO-Mitglieder weiterhin in die Partei aufgenommen. Insofern war die Organisation der Hitlerjugend, SA und SS gleichgestellt.